# Yoann Guillo
Pour les articles homonymes, voir Guillo.
Yoann Guillo est un coloriste français de bande dessinée.

## Biographie
Œuvrant principalement pour les éditions Soleil, Yoann Guillo a notamment colorisé Les Blondes et Marlysa. En 2012, il devient le nouveau coloriste de Largo Winch. 
En décembre 2020, la presse annonce la sortie d'un roman graphique sur Goldorak, prévue en octobre 2021 : l'histoire se déroule après la fin de la série animée, le projet étant initié par Denis Bajram, Brice Cossu, Xavier Dorison, Alexis Sentenac et Yoann Guillo, en tant que coloriste.

## Publications
- Les Blondes[2], avec Dzack (dessin) et Gaby (scénario) Soleil, coll. "Humour" :

1. Tome 1, 2005[3].
2. Tome 2, 2005.
3. Tome 3, 2005[4].
4. Plus blondes que jamais, 2006.
5. Qui dit mieux ?, 2007.
6. Mises à nu, 2007.
7. James Blondes 007, 2007.
8. Le Grand Huit, 2008.
9. Il est pas joli, mon neuf ?, 2009.
10. Ça se fête, 2009.
11. Plus blondes que blondes, 2009.
12. Coucou Qui C'est ?, 2010.
13. Ca porte bonheur !, 2011.
14. Dans mes bras !, 2011.
15. C'est cadeau , 2011.
16. Blonde Attitude , 2012.
17. Vous voulez ma photo ?, 2012.
18. Vu à la télé, 2013.
19. Ça plane pour moi !, 2013.
20. Tome 20, 2014.
21. Olé !, 2014.
22. On est tous blondes !, 2015.
23. C'est tous les jours Noël !, 2015.
24. Allo ?!, mai 2016.
25. Tome 25, mai 2016.
26. Les blondes à la campagne, juin 2017.
27. Super hotte !, décembre 2017.

- Les Blondes - Hors-série

1. Les Blondes en Ch'tis (2008)
2. Les Blondes en Breton (2009)
3. Les Mini-Blondes (2010)
4. Morceaux choisis (2010)
5. 3D, plus mieux qu'Avatar ! (2010)
6. Best-Of 3D ! (2011)
7. Les Recettes (2011)
8. Les Blondes 3D - Tome 3 (2012)
9. Blondes Academy (2012)
10. La compil' des vacances ! (2013)
11. Les Animals (2014)
12. Les blondes en trois dés ! (2015)

- Marlysa, de Danard (d) et Gaudin (sc), Soleil, coll. "Héroic-Fantasy" :

- - T0 : La Jeunesse, 2008.
  - T7 : ''Le Waltras (Episode 1), 2006
  - T8 : Le Waltras (Episode 2), 2008
  - T9 : Retour à Tolden, 2009.
  - T10 : Tartrin de Tolden, 2010.
  - T11 : La Métamorphose, 2011.

- Les Cancres, de Ghorbani (d), Gaby et Pijo (sc), Soleil, coll. "Humour" :
  - T1 : Cancre un jour..., 2006.
  - T2 : En net progrès, 2008.
  - T3 : Peut mieux faire..., 2009.
- Kookaburra Universe (recolorisation), de Ange et Christian Paty, Soleil :
  - T2 : Taman Kha, 2003 recolorisé en 2008
  - T3 : Mano Kha, 2004 recolorisé en 2008
- Le Collège invisible, de Donsimoni (d) et Ange (s), Soleil, coll. "Fantastique" :
  - T8 :Lostum, 2008.
  - T9 :Rebootum Generalum, 2010.
  - T10 :Tyrannum et mutatis, 2012.
- Comme des bêtes, de Ghorbani (sd) et Laurent Panetier, Soleil, coll. "Humour" :
  - T1 : Complètement zoo zoo, 2009.
- Les arcanes du Midi-Minuit, de Trichet (d) et Gaudin (sc), Soleil :
  - T7 :L'affaire Rivendalwn, 2009.
  - T8 :L'affaire Trinski, 2011.
  - T9 :L'affaire Mentaliste, 2012.
- Symbiote, de Donsimoni (d) et De Canales (s), Soleil, 2009.
- Tibill le Lilling, de Cagniat (d) et Ange (s), Soleil :
  - T1 : Salade d'Ortiz, 2009.
  - T2 : Mata a ri, 2012.
- Voyage aux Ombres, de Virginie Augustin (d), Arleston (s) et Alwett, Soleil, 2011.
- Angus, de Donsimoni (sd), Ankama :
  - T1 : Le Chaventurier, 2011.
  - T2 : Gardopolis, 2011.
  - T3 : Héritage, 2012.
- Le Dauphin, de Maxe L'Hermenier et Brice Cossu, Glénat, coll. "Drugstore" :
  - T1 : L'Enfant du temple, 2011
  - T2 : Le chevalier à la croix, 2012
- Largo Winch, de Francq (d) et Van Hamme (sc), Dupuis, coll. "Repérage" :
  - T18 : Colère rouge, 2012
  - T19 : Chassé-croisé, 2014
  - T20 : 20 secondes, 2015
  - T21 : L'étoile du matin, 2017
- Frnck, de Olivier Bocquet et Brice Cossu, Dupuis, coll. "Tout public" :

1. Le Début du commencement, 2017
2. Le Baptême du feu, 2017
3. Le Sacrifice
4. L'Éruption, 2018
5. Cannibales, 2019
6. Dinosaures, 2020
7. Prisonniers, 2020
8. Exode, 2022

- Goldorak[5],[6], scénario de Denis Bajram et Xavier Dorison, dessins de Brice Cossu et Alexis Sentenac, couleurs de Yoann Guillo, d’après l’œuvre de Go Nagai, Kana, 2021.
- Tête de Chien, avec Vincent Brugeas (scénario) et Ronan Toulhoat (dessin), Dargaud, mai 2023